# Copicucullia eulepis
Copicucullia eulepis là một loài bướm đêm trong họ Noctuidae.